# 波姆罗勒 (德龙省)
波姆罗勒（法語：Pommerol，法語發音：[pɔmʁɔl]）是法国德龙省的一个市镇，属于尼永斯区。

## 地理
波姆罗勒（44°26'46"N, 5°27'8"E）面积9.83 平方千米，位于法国奥弗涅-罗讷-阿尔卑斯大区德龙省，该省份为法国东南部内陆省份，北起顺时针与伊泽尔省、上阿尔卑斯省、上普罗旺斯阿尔卑斯省、沃克吕兹省和阿尔代什省接壤。
与波姆罗勒接壤的市镇（或旧市镇、城区）包括：穆瓦当、罗桑、拉沙尔斯、科尔尼亚克、瓦尔杜勒。

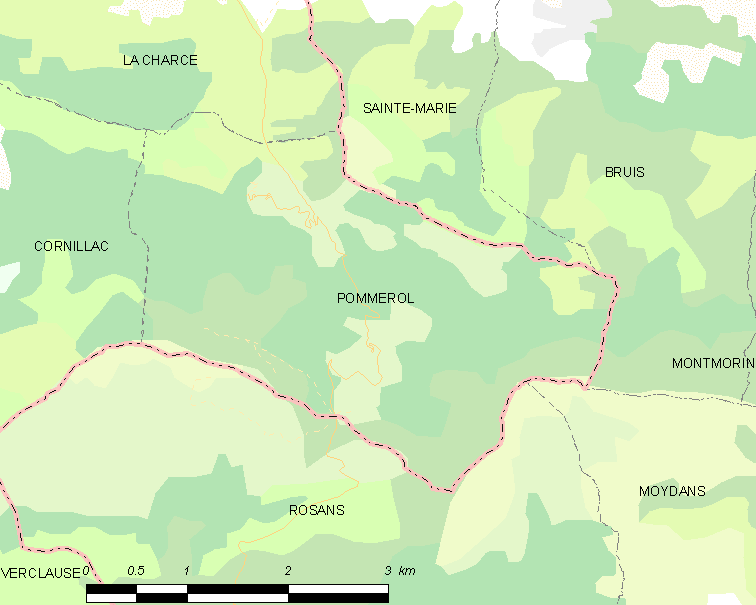
的OSM定位图

波姆罗勒的时区为UTC+01:00、UTC+02:00（夏令时）。

## 行政
波姆罗勒的邮政编码为26470，INSEE市镇编码为26245。

## 政治
波姆罗勒所属的省级选区为尼永斯-巴罗尼县。

## 人口

1962-2008年间人口变化图示

波姆罗勒于2022年1月1日时的人口数量为7人。